# リーフ村村長物語
『リーフ村村長物語』(リーフむらそんちょうものがたり)は、知内ひろによって制作されフリーウェアとして公開されたRPGツクール2000製のダウンロードゲーム。主人公が村を運営する経営シミュレーションゲームの要素を含んだロールプレイングゲームとなっており、最新版は2004年3月26日公開のver.2.10である。なお、2002年6月22日に公開された当初は『コーブ村村長物語』というタイトルであったが、同月28日に現在のものへと変更されている。

## 概要
リーフ村の少女ひなたが主人公であり、前村長の孫で幼なじみの少年すばるがパートナーとして助言を与えてくれる。村では突如村長が町へと出て行ってしまったため、新たな村長を決める選挙を行うことになる。ゲーム序盤では、演説会が開催されるまでの10日間にひなたの6種類ある能力を向上させ、村長に当選させることがプレイヤーの目的となる。
本作ではイベントによって時間が経過するシステムが採用されており、午前9時から午後5時までがゲーム内で行動可能な時間帯となっている。ひなたが空腹状態になると効率が悪化することから、その回復のために食料を確保する必要がある。ひなたが村長に就任して以降は村の運営という要素が加わり、一日のはじめに戦闘訓練・商業開発・食糧調達・休暇のいずれかを選択して実施する。そして村の状況報告として、村民の人数・村の発展率・食料・不満度が数値によって表される。
作者である知内ひろによると、RPGツクール2000の限られたシステムにおいて『ウルティマオンライン』のようなゲームをいかに体現できるかという挑戦から、本作の開発が始まったという。そして「自分のこだわりをどんどん詰め込んで」いった結果「すごく満足のいくものに仕上がった」ため、『ウルティマオンライン』に由来する作中の固有名詞などをすべてオリジナルのものに変更し、フリーゲームとして公開したと述べている。リードミーによると、2002年4月19日に制作が開始され6月20日に完成したという。『インディーズゲーム for Windows』（工学社）では、『ウルティマオンライン』のプレイヤーならば「思わずニヤリなシーン」が随所にあるとしている。
なお、知内ひろによる作品としては、2001年公開の『BRAVER』やコンテストパークWeb 2007 Autumnにおける金賞受賞作『月の涙』などがある。また本作の登場人物であるウィンが主人公のアクションゲーム『テイムだ!ウィン君』も公開されていた。

## 評価
本作はふりーむ!のFREE GAME AWARDS 2003においてノミネートされている。また『Free Games』（晋遊舎）では、「フリーゲームの中でも多くのプレイヤーに愛されてきたゲーム」を紹介するコーナーとされる「キング・オブ・フリーゲーム」のRPG編において言及されている。
ベクターの「新着ソフトレビュー」では、「プレイヤー次第でいろいろな楽しみ方ができるユニークなゲーム」であると評価されており、「キャラクターは表情豊かでかわいらしく、ストーリーやゲームシステムもよく練り込まれている」と評されている。また「最初のうちはまず何をどうすればよいのか戸惑う部分もある」が、「手探りでプレイしているうちに思いもかけないさまざまなイベントが発生し、意表を突かれるのがなかなか楽しい」と評されており、村の人口が増えると発生するイベントも豊富であるため「プレイヤーを飽きさせない」とされている。
『インディーズゲーム for Windows』では、「やりこみ要素満載のゲームに仕上がっている」と評されており、「隅々まで丁寧に作られた作品」であると評価されている。そして「プレイヤーがするべき行動が思いのほか多いので、苦手な人は序盤戸惑うことも多いかもしれない」が、「ずるずるとリーフ村の世界に引き込まれていくにつれ、村長の忙しさにもいつの間にか慣れてしまっていることだろう」とされている。
『ダウンロード激ネタ得盛り4.7ギガ』（宝島社）では、「RPGをベースにシミュレーション的な要素を取り込み、イベントで発生するミニゲームなど、多彩に楽しめる内容」の作品であると評されている。そして「なんともほのぼのとした雰囲気」について評価されており、「明るいキャラクターたちのやり取り」がおもしろいと評されている。
“Possibilities of Non-Commercial Games”において科学史家の伊藤憲二は、女性のアマチュアゲームクリエイターによる独創的なRPGツクール製作品の一つとして本作を挙げ、村を守り発展させることが主人公の役割であるという点で、多くの男性向け冒険RPGと対照的であると指摘している。
ニコニコ自作ゲームフェス4における大賞受賞作『Hero and Daughter』では、プレイヤーがダンジョンにおける戦闘で敗北するたびに村が発展しゲーム内で可能な行動が増えるというシステムが採用されているが、発想のヒントになったのは『リーフ村村長物語』であるとされ、本作では「村がどんどん発展していく着想」の「面白さが単体でしっかり成立している」と評されている。